# Phaenochitonia pyrsodes
Phaenochitonia pyrsodes är en fjärilsart som beskrevs av Bates 1868. Phaenochitonia pyrsodes ingår i släktet Phaenochitonia och familjen Riodinidae. Inga underarter finns listade i Catalogue of Life.